# كش ملك (برنامج)
كش ملك برنامج تلفزيوني أذاعته هبة الأباصيري في قناة الحياة في رمضان 1432هـ/أغسطس 2011م.

## ضيوف البرنامج
- الحلقة 1: محمد هنيدي
- الحلقة 2: صلاح عبد الله
- الحلقة 3: دينا
- الحلقة 4: طلعت زكريا
- الحلقة 5: لطيفة
- الحلقة 6: محيي إسماعيل
- الحلقة 7: محمود الجندي
- الحلقة 8: عصام الحضري
- الحلقة 9: مصطفى شعبان
- الحلقة 10: شريف منير
- الحلقة 11: علا غانم
- الحلقة 12: هاني سلامة
- الحلقة 13: فاروق الفيشاوي
- الحلقة 14: رانيا يوسف
- الحلقة 15: أحمد سعد
- الحلقة 16: طارق الشناوي
- الحلقة 17: أحمد الفيشاوي
- الحلقة 18: خالد يوسف
- الحلقة 19:
- الحلقة 20:
- الحلقة 21:
- الحلقة 22:
- الحلقة 23:
- الحلقة 24:
- الحلقة 25:
- الحلقة 26:
- الحلقة 27:
- الحلقة 28:
- الحلقة 29:
- الحلقة 30: